# Axiarcha
Axiarcha é um gênero de traça pertencente à família Cosmopterigidae.